# Estación de Boudry
La estación de Boudry es la principal estación ferroviaria de la comuna suiza de Boudry, en el Cantón de Neuchâtel.

## Historia y situación
La estación de Boudry fue inaugurada en el año 1859 con la puesta en servicio del tramo Vaumarcus - Le Landeron de la línea Olten - Lausana, también conocida como la línea del pie del Jura.
Se encuentra ubicada en el centro del núcleo urbano de Boudry. Cuenta dos andenes laterales a los que acceden dos vías pasantes. A ellas hay que sumar una vía topera.
En términos ferroviarios, la estación se sitúa en la línea Olten - Lausana, que prosigue hacia Ginebra y la frontera francosuiza, conocida como la línea del pie del Jura. Sus dependencias ferroviarias colaterales son la estación de Colombier hacia Olten y la estación de Bevaix en dirección Lausana.

## Servicios ferroviarios
Los servicios ferroviarios de esta estación están prestados por SBB-CFF-FFS:

### Regional
- R Neuchâtel - Gorgier-Saint-Aubin (- Yverdon-les-Bains). Cuenta con trenes cada hora hacia Neuchâtel. Además, algunos servicios son prolongados en las horas punta hasta Yverdon-les-Bains, finalizando su recorrido en algunos casos en Morges.